# Надточенко, Виктор Андреевич
Виктор Андреевич Надточенко (род. 16 июня 1953, Краматорск) — российский химик, доктор химических наук (2000), профессор (2010), лауреат премии имени Ю. А. Овчинникова (2012), заслуженный деятель науки Российской Федерации (2022).

## Биография
В 1970 году окончил специализированный физико-математический интернат при Киевском государственном университете.
В 1976 году окончил факультет молекулярной и химической физики Московского физико-технического института, где в дальнейшем продолжил учёбу в аспирантуре под руководством О. М. Саркисова.
В 1979 году защитил кандидатскую диссертацию «Изучение реакции НСО и НNO методом внутрирезонаторной лазерной спектроскопии».
В 2000 году защитил докторскую диссертацию по теме «Лазерная кинетическая спектроскопия реакций переноса электрона и динамики молекул в гомогенных и молекулярно-организованных системах».
В 2010 году присвоено учёное звание профессора.
Под его руководством защищено 7 кандидатских диссертаций.
Трудовая деятельность:
- заведующий лабораторией Института проблем химической физики РАН (Черноголовка), по совместительству главный научный сотрудник, исполняющий обязанности заведующий лабораторией ИХФ РАН (Москва);
- с 2012 года — заведующий лабораторией объединённой лаборатории ИХФ РАН и ИПХФ РАН по совместительству — профессор МФТИ, заместитель заведующего кафедрой химической физики ФМХФ, по совместительству заведующий лабораторией нанобиофотоники кафедры химической кинетики химического факультета МГУ;
- с марта 2017 года приказом ФАНО России назначен директором ИХФ РАН[2].

В качестве приглашенного преподавателя работал в Федеральной политехнической школе Лозанны (EPFL), Лозанна, Швейцария.
Автор 182 научных публикаций, из них 2 главы в монографиях, 6 патентов (1 отмечен в числе 100 лучших изобретений России).
Являлся ответственным секретарём редакции журнала «Химия высоких энергий».

## Награды
- Премия имени Ю. А. Овчинникова (совместно с О. М. Саркисовым, М. А. Островским, за 2012 год) — за цикл работ «Сверхбыстрые фотопревращения зрительного пигмента родопсина»